# Wazirwola
El wazirwola (en pastún, وزیر واله o Waziri (en pastún, وزیري), es un dialecto centro-oriental del idioma pastún, que se habla en Pakistán, principalmente en la región Waziristán, pero también en el distrito limítrofe de Bannu y en algunas partes del vecino distrito de Tank. Igualmente, también se habla en algunas provincias de Afganistán, cercanas a la frontera con Pakistán, como Paktika, Jost y Paktia.
Este dialecto es muy similar a otros dialectos vecinos del pastún, como el urgun, hablado en la parte oriental de Paktika, o como el dialecto de Bannu. Difiere significativamente, tanto en aspectos fonéticos, como gramaticales y léxicos, del pastún estándar, que toma como base el habla de las ciudades de Kandahar, Kabul y Peshawar:
- Las vocales [a], [ɑ], [u] y [o] del pastún normativo han pasado a [ɑ], [o], [i] y [e] respectivamente, de manera que [paʂto] se pronuncia [pɑɕte] in Waziristán.
- Es característico del waziri que los fonemas [ʃ] y [ʂ], junto con sus homólogos, [ʒ] y [ʐ], hayan evolucionado a [ɕ] y [ʑ].
- Desde el punto de vista léxico también se aprecian peculiaridades. Por ejemplo, la palabra estándar para "niño" en pastún es "هلک" [halək]. En waziri, en cambio, apenas se emplea y se sustituye por "وېړکی" [weɻkai], que significa literalmente "pequeño". Para decir "un poquito", se emplea la palabra "ləshki" [ləɕki], en lugar del estándar "لږ" [ləʐ]. El pronombre موږ ([muʐ] o [mung]), que significa "nosotros" se pronuncia [miʑ] en waziri.

A su vez, dentro del wziri hay pequeñas diferencias de pronunciación entre unas tribus y otras (por ejemplo, los fonemas [t͡s] y [d͡z] pueden evolucionar a [s] y [z], o incluso a [t͡ʃ] y [d͡ʒ]), pero son diferencias mínimas que no afectan a la comunicación entre unos y otros. Esto no impide, sin embargo, que algunas tribus de Waziristán, como los Mahsuds o los Dawari, no se refieran al dialecto que hablan con el nombre de "wazirwola" o "waziri", sino que lo designen a partir del nombre de su propia tribu (Maseedwola y Dawarwola, respectivamente). 
El waziri, al igual que otros muchos dialectos del pastún, carece de tradición literaria. Por ello, sus hablantes, cuando quieren escribir algo, deben recurrir al pastún normativo de las ciudades arriba mencionadas, las vecinas Kabul, Kandahar y Peshawar. 